# Longview
«Longview» —en español: «Largavista»— es el nombre del sencillo del álbum Dookie, de la banda Green Day, lanzada en el año de 1994. Fue escrita por Billie Joe Armstrong durante un período descrito por él mismo, como de aburrimiento. Mike Dirnt, bajista de la banda, ha dicho que las líneas de bajo que acompañan a la canción le vinieron a la mente en un momento de inspiración, justo cuando llegaba a casa Billie Joe Armstrong, el cual encontró a Mike sentado en el suelo de su casa, bajo los efectos del LSD, y le dijo a Billie: «¡Escucha esto! ¡Escucha esto!». Y las olvidó al día siguiente.
La canción también fue incluida en el álbum y DVD Bullet In A Bible, lanzado once años después de la aparición de la versión original. En la mayoría de los shows del 21st Century Breakdown World Tour, Armstrong invita a un asistente del público a cantar la canción en el escenario.
En 1995, Green Day recibió cuatro nominaciones a los premios Grammy, incluyendo Mejor Interpretación de Hard Rock por «Longview». Es considerado por la revista Rolling Stone como el tercer mejor sencillo de 1994.

## Video musical
El video fue dirigido por Mark Kohr. Se desarrolla principalmente en un sótano cerrado en el que los integrantes tocaban la canción al mismo tiempo que hacían otras acciones. Fue el primer video musical de Green Day. Como curiosidad, fue el día en que se grabó el vídeo cuando Billie Joe Armstrong se enteró de que Kurt Cobain, vocalista de Nirvana, había muerto. Otra curiosidad es la del nombre de la canción. Billie Joe en su cuenta de Twitter el 9 de febrero de 2011 contó que «su amigo/roadie Kaz Hope sugirió que llamáramos a la canción como ‘Longview’», porque la primera vez que habíamos tocado esta canción fue en Longview Washington, en la primavera de 1994, el video estaba nominado por los premios MTV al mejor video alternativo pero perdió contra «Heart-Shaped Box» de Nirvana.

## Listado de canciones
| Sencillo en CD |                              |          |  |
| N.º            | Título                       | Duración |  |
| 1.             | «Longview»                   | 3:59     |  |
| 2.             | «Welcome to Paradise» (Live) | 4:04     |  |
| 3.             | «One of My Lies» (Live)      | 2:25     |  |
| 4.             | «Christie Road» (Live)       | 3:48     |  |

| Sencillo en CD Australia |                 |          |  |
| N.º                      | Título          | Duración |  |
| 1.                       | «Longview»      | 3:59     |  |
| 2.                       | «On The Wagon»  | 2:58     |  |
| 3.                       | «F.O.D.» (Live) | 2:44     |  |

| Sencillo en CD España |                              |          |  |
| N.º                   | Título                       | Duración |  |
| 1.                    | «Longview»                   | 3:59     |  |
| 2.                    | «Going to Pasalacqua» (Live) | 4:10     |  |

| Sencillo en CD Alemania; Vinilo de 12 pulgadas |                              |          |  |
| N.º                                            | Título                       | Duración |  |
| 1.                                             | «Longview»                   | 3:59     |  |
| 2.                                             | «Going to Pasalacqua» (Live) | 4:10     |  |
| 3.                                             | «F.O.D.» (Live)              | 2:44     |  |
| 4.                                             | «Christie Road» (Live)       | 3:48     |  |

| Sencillo en CD Reino Unido |                              |          |  |
| N.º                        | Título                       | Duración |  |
| 1.                         | «Longview»                   | 3:59     |  |
| 2.                         | «Welcome to Paradise» (Live) | 4:04     |  |
| 3.                         | «One of My Lies» (Live)      | 2:25     |  |

| 7" Vinyl Box Set |                       |          |  |
| N.º              | Título                | Duración |  |
| 1.               | «Longview»            | 3:59     |  |
| 2.               | «Welcome to Paradise» | 3:44     |  |
| 3.               | «Coming Clean»        | 1:#4     |  |
| 4.               | «Chump» (Live)        | 2:42     |  |

| Casete |                              |          |  |
| N.º    | Título                       | Duración |  |
| 1.     | «Longview»                   | 3:59     |  |
| 2.     | «Welcome to Paradise» (Live) | 4:04     |  |

| Vinilo de 7 pulgadas |                |          |  |
| N.º                  | Título         | Duración |  |
| 1.                   | «Longview»     | 3:59     |  |
| 2.                   | «On The Wagon» | 2:48     |  |

| CD Promocional |                                 |          |  |
| N.º            | Título                          | Duración |  |
| 1.             | «Longview» (Very Clean Version) | 3:59     |  |
| 2.             | «Longview» (Clean Version)      | 3:59     |  |

| CD Promocional #2 |                            |          |  |
| N.º               | Título                     | Duración |  |
| 1.                | «Longview» (Radio Version) | 3:59     |  |

| CD Promocional #3 |                            |          |  |
| N.º               | Título                     | Duración |  |
| 1.                | «Longview» (Radio Version) | 3:59     |  |
| 2.                | «Longview» (CD Version)    | 3:59     |  |

| CD Promocional #4 |                            |          |  |
| N.º               | Título                     | Duración |  |
| 1.                | «Longview» (Album Version) | 3:59     |  |

## Posicionamientos
| Año  | Conteo                           | Posición |
| ---- | -------------------------------- | -------- |
| 1994 | Modern Rock Tracks (EE. UU.)     | 1        |
| 1994 | Mainstream Rock Tracks (EE. UU.) | 14       |
| 1994 | Official UK Singles Chart        | 30       |
| 1994 | Australia (ARIA)                 | 33       |